# 孔繁森
孔繁森（1944年7月16日—1994年11月29日），山东省聊城市堂邑五里墩村人，祖籍山東曲阜，中国共产党干部。孔子第74代孙。

## 生平
1961年聊城技校毕业后应征入伍。1966年9月加入中国共产党。1967年复员回到聊城，历任聊城技工学校革委会副主任，共青团聊城地委常委，中共聊城地委宣传部副部长。1979年4月～1982年，到西藏自治区岗巴县任县委副书记，历时三年，之后回到聊城。1988年，时任聊城行署副专员的孔繁森升任拉萨市副市长。1992年12月，在阿里地区任地委书记，此地被称为“世界屋脊的屋脊”。
1994年11月29日，孔繁森在去新疆塔城考察边贸途中，因车祸殉职，时年50岁。他的骨灰安葬在拉萨烈士陵园内。

## 家庭
妻王庆芝。
小女儿孔玲2014年任最高法政治部组织人事部部长，2018年12月任最高法政治部副主任、第四巡回法庭分党组副书记、副庭长，2021年任最高法赔偿办主任，2023年6月任全国人大常委会代表工作委员会副主任。

## 纪念
孔繁森去世后，中国政府和中国共产党将他誉为“新中国成立后，在党的培养教育下成长起来的一代优秀领导干部中的杰出代表”，并开展了一场中国全国范围的“向孔繁森同志学习”的活动。1995年7月4日，中共中央宣传部正式批准在聊城建立孔繁森同志纪念馆作为思想教育基地。
因孔繁森身前下乡工作经常有新闻记者陪同，留下了许多新闻报道和照片，1996年根据他的生平拍摄了电影《孔繁森》。

## 荣誉
1995年，孔繁森被追授为“模范共产党员”、“优秀领导干部”，同年4月中国国务院追认他为“全国先进工作者”。
2009年9月14日，被评为100位新中国成立以来感动中国人物之一。
2018年12月11日，入选庆祝改革开放40周年感动山东人物，同年12月18日， 获授改革先锋称号，同时获颁改革先锋奖章。 
2019年9月25日， 孔繁森被评为“最美奋斗者”个人。